# سهي بك
سهي بك (حوالي 1471 – 1548) كان شاعرًا وكاتبًا عثمانيًا. كان أول من قام بتأليف التذكرة (قاموس فهرسي للشعراء والشعر)، وهو النوع الذي كان له العديد من المتابعين حتى القرن التاسع عشر.
وُلد سهي بك في أدرنة. عمل مع صديقه الشاعر نجاتي (ت. 1509)، كاتبًا (سكرتيرًا) للأمراء شهزاد محمود، نجل بايزيد الثاني، وسليمان، الذي أصبح يُعرف لاحقًا باسم سليمان القانوني. كان مسؤولًا عن العديد من الأوقاف الواقعة في أدرنة وإرغينه، وكان أمينًا رئيسًا على الأوقاف التركية. اشتهر بشكل خاص بكتابه "التذكرة" ، و"هست بهشت" (الينابيع الثمانية)، الذي أكمله في عام 1538. وتبعتها طبعات أخرى حتى عام 1548. وقد سرد أعمال وحياة 241 شاعرًا، وحظي بقبول ودعم كبيرين من الأوساط الاجتماعية العثمانية العليا. وقد كان بمثابة المصدر الأساسي للدراسات اللاحقة للشعر العثماني.
كما عمل سهي بك أيضًا على شعره الخاص، الذي جمعه في ديوان. توفي سنة 1548م (955م في التقويم الهجري).

## طالع أيضًا
- عاشق جلبي
- كاستامونولو لطيفي جلبي [الإنجليزية]
- عهدي بغداد